# Museo archeologico di Pella
Il Museo Archeologico di Pella (in greco Αρχαιολογικό Μουσείο Πέλλας?) è un museo a Pella nell'unità regionale di Pella della Macedonia Centrale.

## Storia
I primi scavi a Pella ebbero luogo tra il 1957 e il 1963. Il gran numero di reperti ha reso necessaria la costruzione di un luogo per conservarli. Fino al 1973 erano conservati in un piccolo magazzino e dal 1973 in un edificio appositamente costruito, le cui dimensioni erano piuttosto limitate, e che richiedeva continue ristrutturazioni per svolgere bene la sua funzione. Per questo motivo, tra il 1996 e il 2000 è stato elaborato un progetto per la costruzione di un nuovo museo, che è stato costruito tra il 2006 e il 2009, integrato nel sito archeologico e sede dell'attuale esposizione.

## Il museo
L'edificio è stato progettato dall'architetto Kostas Skroumpellos e si trova sul sito dell'antica città di Pella. È stato completato nel 2009 con il sostegno del terzo quadro comunitario di sostegno della Grecia. Si trova vicino al sito archeologico dell'antico palazzo macedone. L'edificio ha un atrio rettangolare, come riferimento al cortile centrale peristilio delle antiche case di Pella.

## Collezioni
Questo museo contiene un'eccezionale collezione di manufatti provenienti principalmente dagli scavi dell'antica città di Pella, che fu il luogo di nascita di Alessandro Magno. L'esposizione permanente del museo inizia quindi con due statue che si ritiene rappresentino questo monarca macedone: una testa di marmo e una statuetta che lo raffigura con attributi legati al dio Pan. La sezione informativa fornisce testi, fotografie, mappe, disegni, un modello del sito archeologico e un breve video su Pella.
Il museo è diviso in diverse sezioni tematiche. La prima sezione riguarda la vita quotidiana degli abitanti della città antica. Qui sono esposti i pavimenti a mosaico di alcune case importanti, come la "casa di Dioniso" e la "casa del rapimento di Elena". Ci sono anche dipinti murali decorativi di un'altra casa importante, elementi architettonici, ceramiche e mobili. Inoltre, ci sono oggetti relativi all'abbigliamento, alla gestione delle case, alla cura, ai mestieri, al culto, all'educazione e al tempo libero.
La seconda sezione riguarda la vita pubblica. I reperti provengono da scavi nell'Agorà e sono legati all'amministrazione della città, come sigilli e iscrizioni; oggetti di natura commerciale, come anfore per il trasporto del vino, monete e strumenti di attività produttive come laboratori di ceramica e lavorazione dei metalli. Da notare una riproduzione di un'antica tenda situata nell'antica agorà che fu distrutta durante un terremoto nel I secolo a.C., dove sono stati collocati tutti gli oggetti trovati durante gli scavi del sito.
La terza sezione presenta reperti dai santuari, compresi i mosaici e le offerte votive.
La quarta sezione contiene oggetti provenienti da tombe della zona. In mostra ci sono due sepolture che mostrano le loro rispettive usanze di sepoltura, una dell'età del bronzo e l'altra del V secolo a.C. Gli oggetti nelle vetrine coprono tutti i periodi storici dall'età del bronzo al periodo ellenistico.
Il museo termina in una sezione dell'antico palazzo di città, dove sono esposte le antiche caratteristiche del palazzo. Inoltre, c'è un altro spazio per mostre temporanee.

## Galleria d'immagini

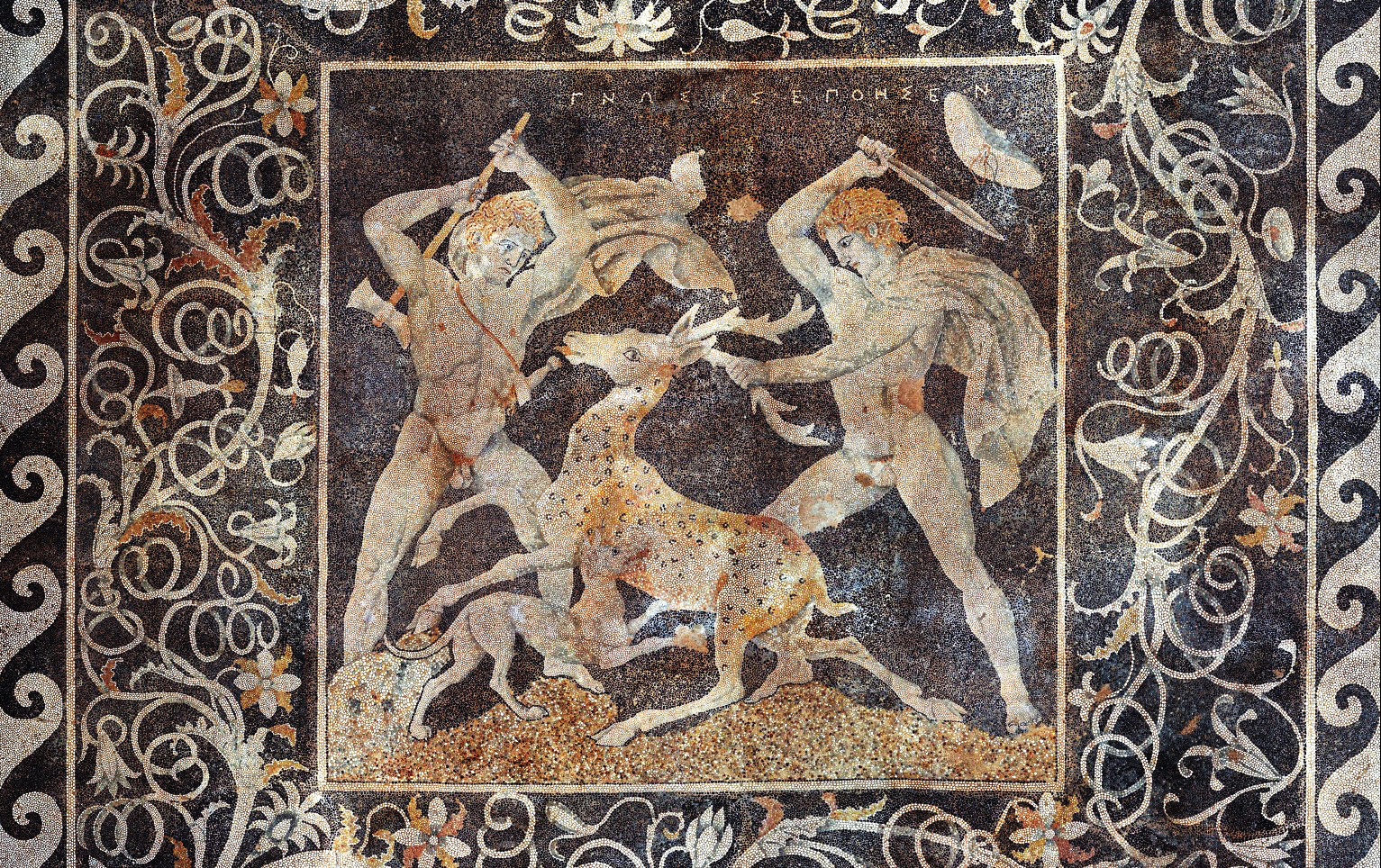
Mosaico della caccia al cervo (c. 300 BC)
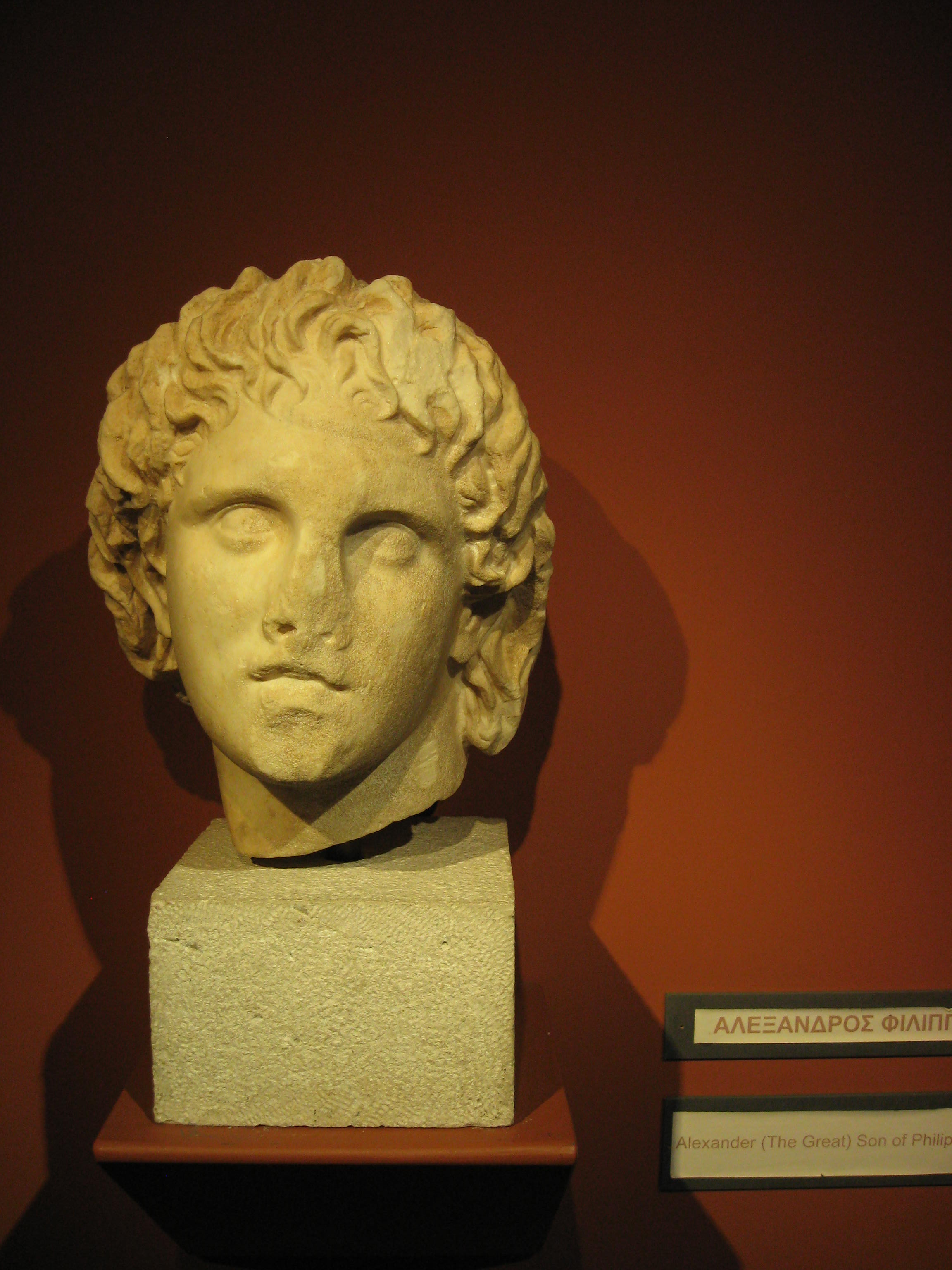
Testa in marmo di Alessandro Magno (325-300 a.C.). Ritrovamento casuale dalla zona di Giannitsa.
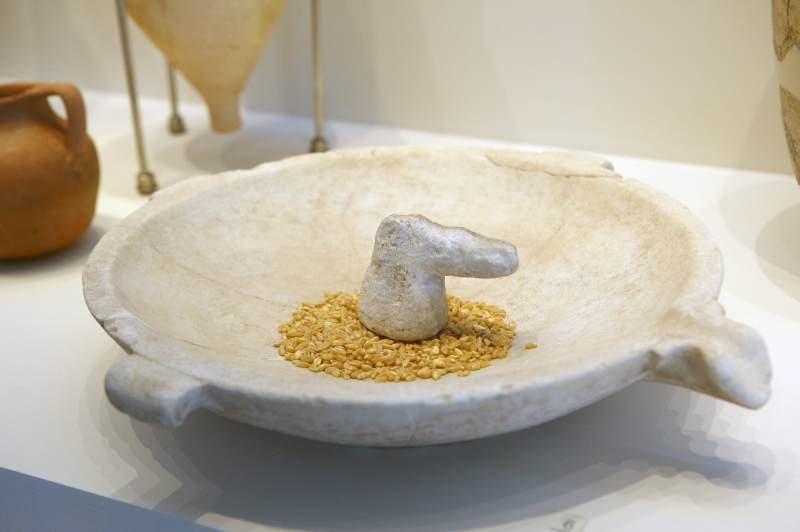
Piccole ciotole per il cibo da un armadio in una casa antica (fine IV-inizio I secolo a.C.)
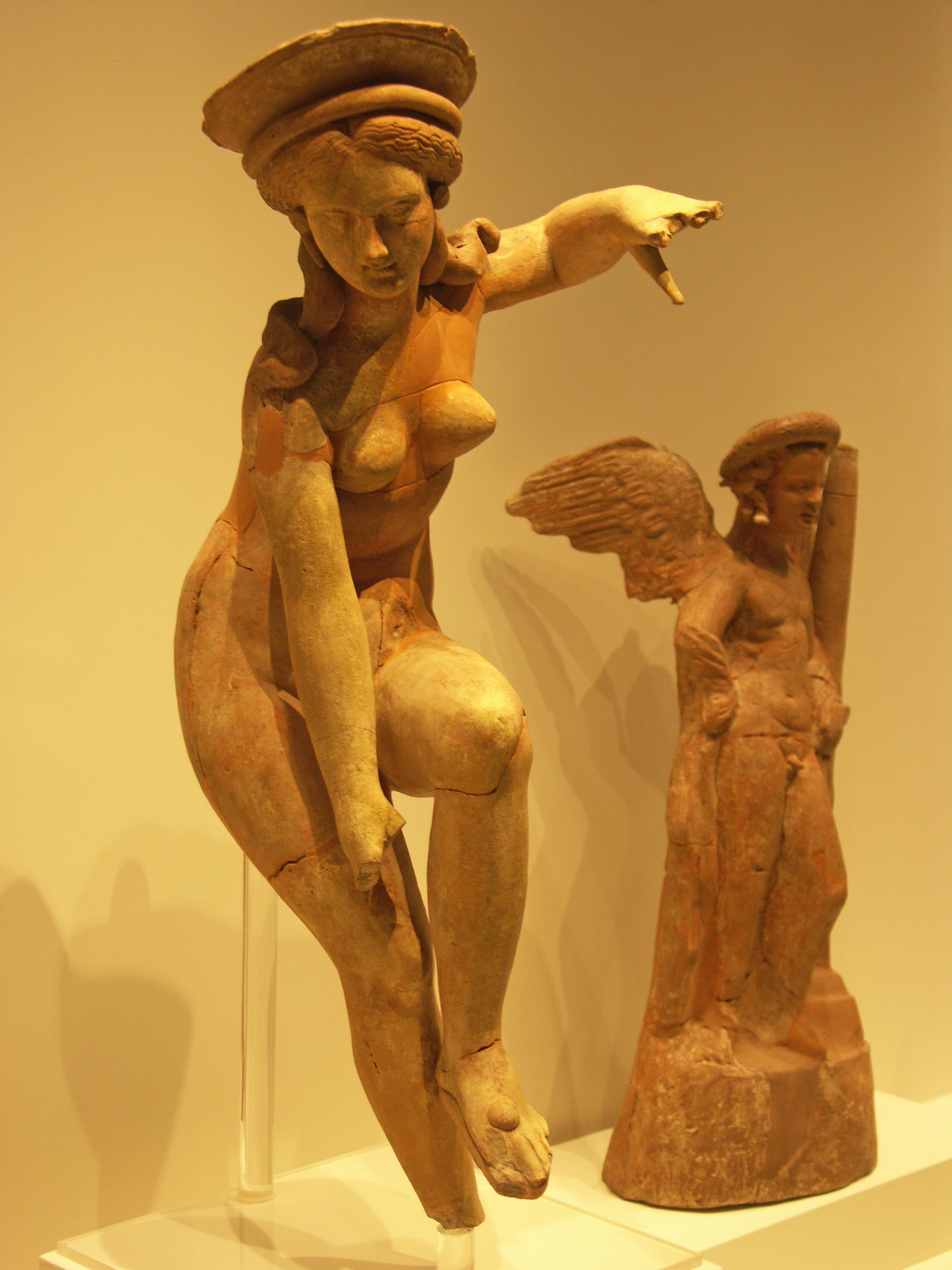
Statuetta in terracotta di Afrodite che si toglie il sandalo. Offerte votive dal Santuario della Madre degli Dei e di Afrodite (fine IV-inizio I secolo a.C.)
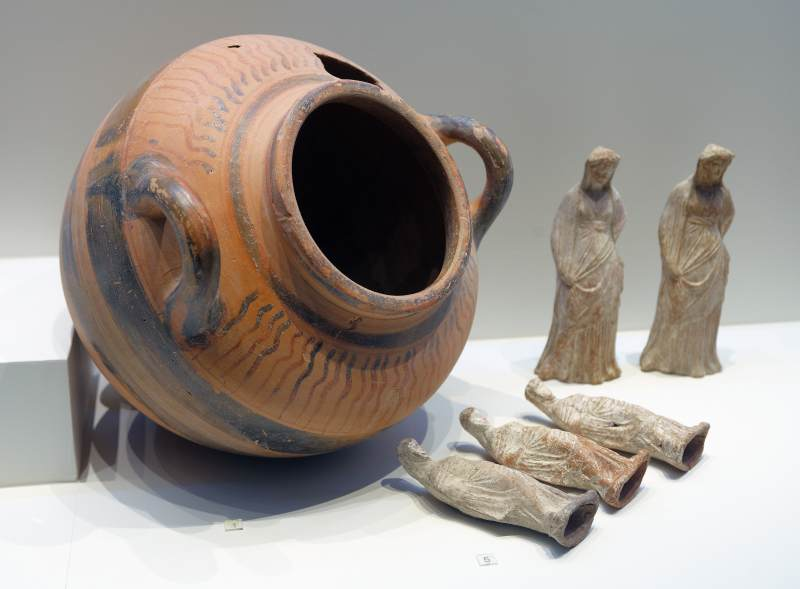
Cremazione metà del V secolo. Vaso di conservazione usato come urna. Statuetta di terracotta femminile
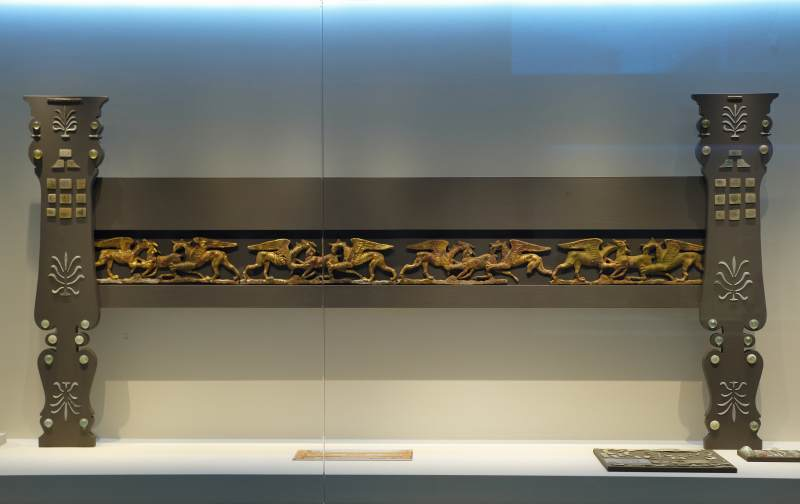
Elementi di decorazione di letti funerari e casse di legno
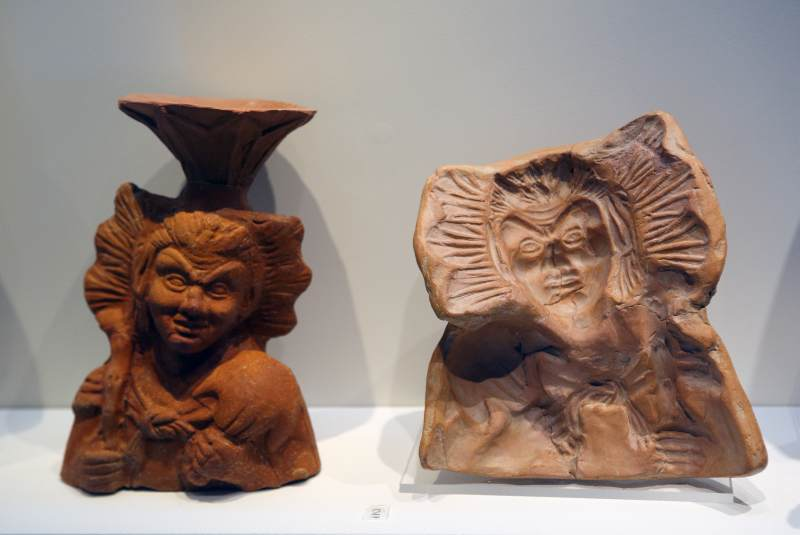
Stampo di un Satiro e figura dallo stampo in forma di bruciatore d'incenso
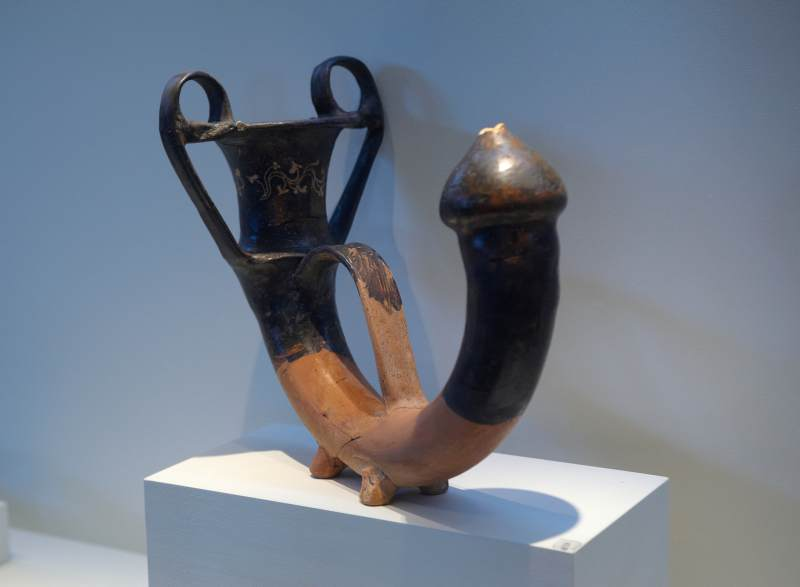
Rhyton a forma fallica (recipiente per bere e libagioni)
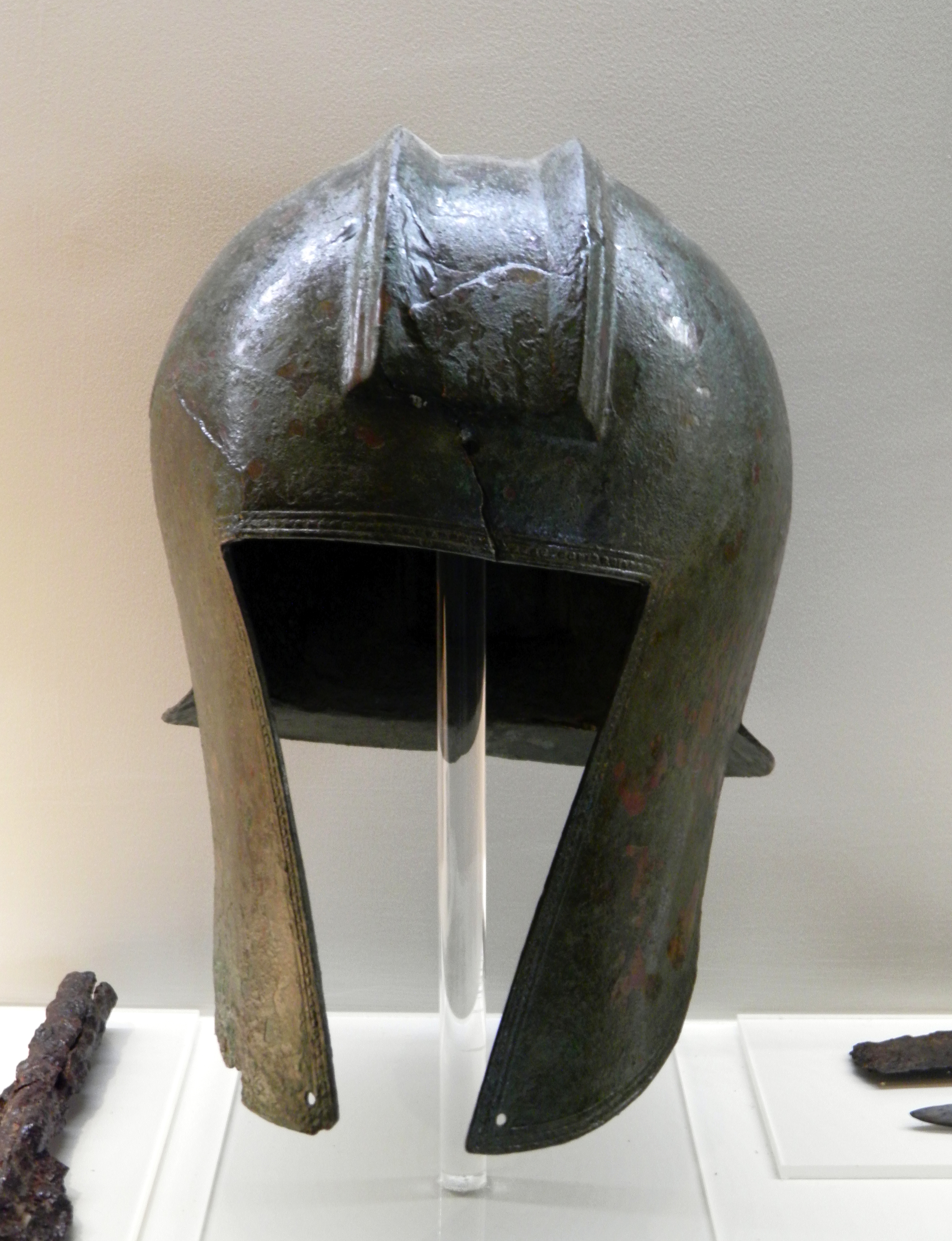
Elmo in bronzo
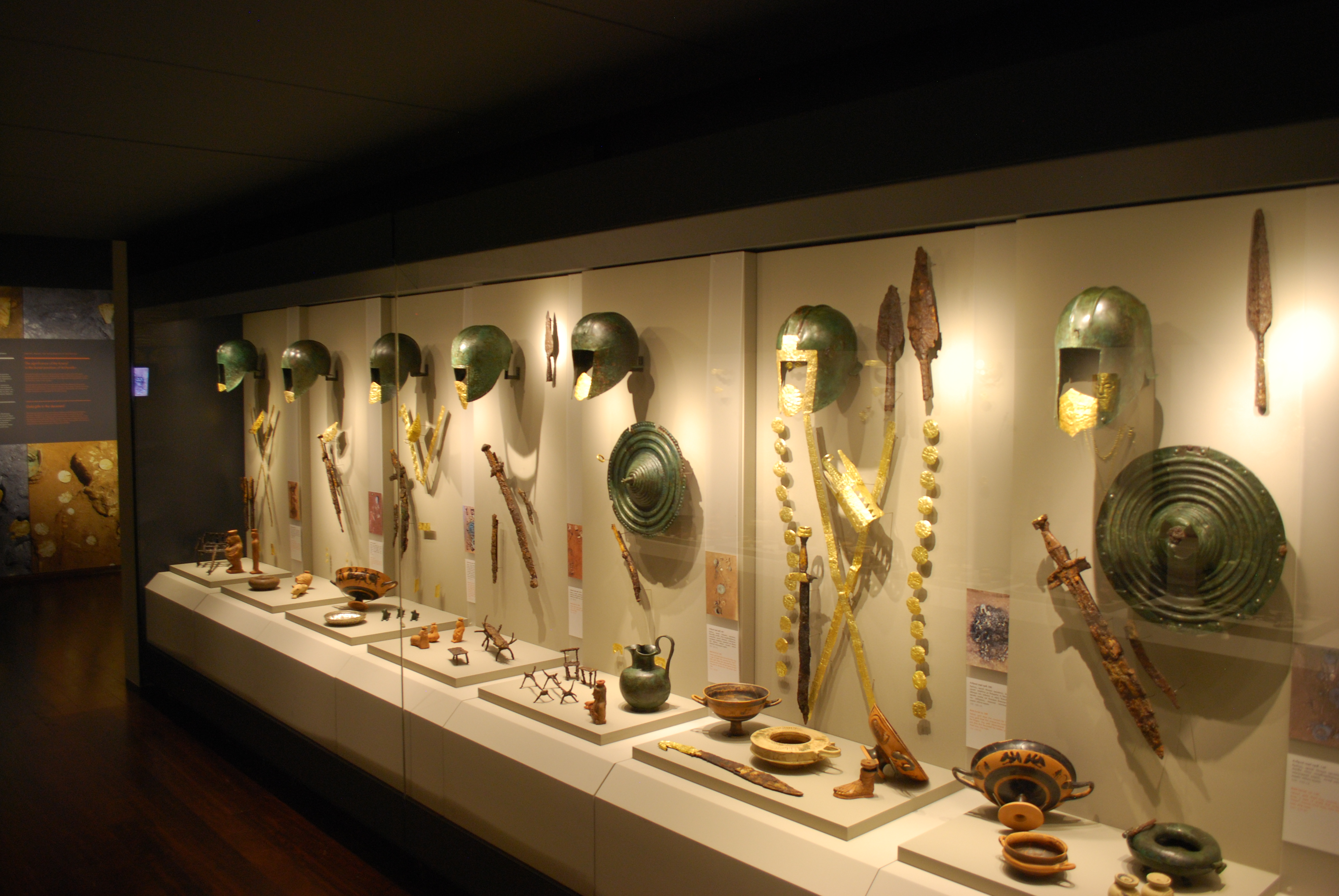
Armi
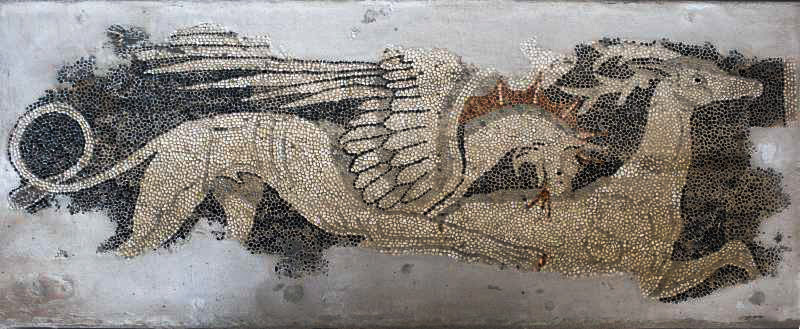
Dettaglio da un mosaico "Grifone che attacca il cervo"
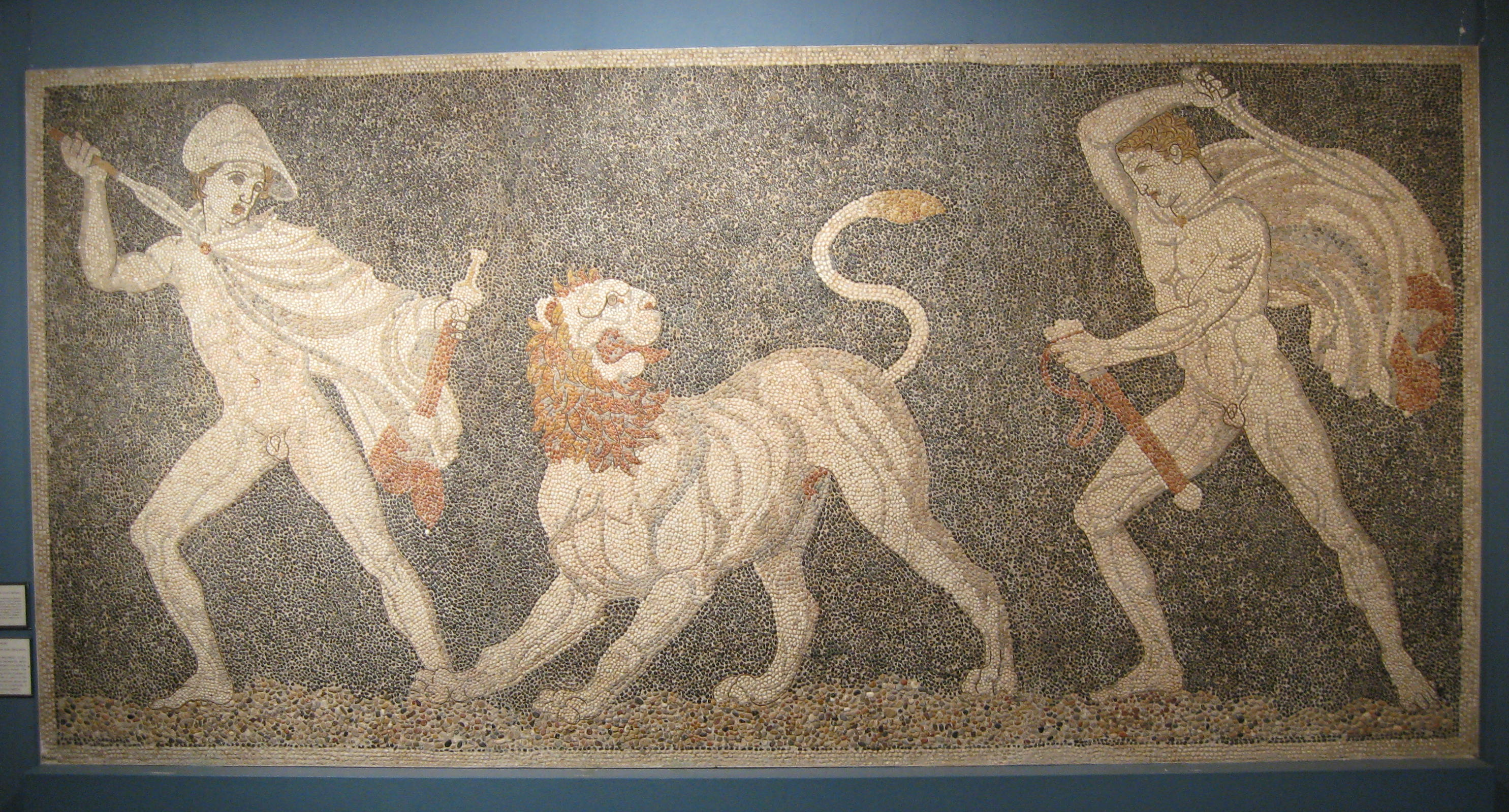
Mosaico "Caccia al leone"
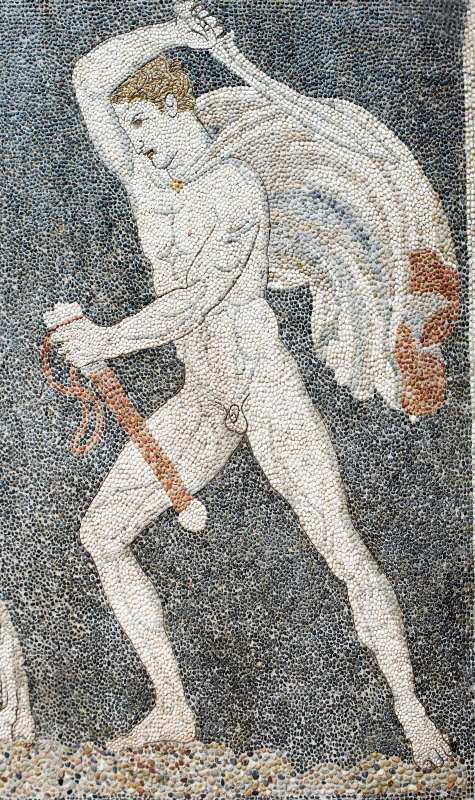
Dettaglio del mosaico "caccia ala leone"
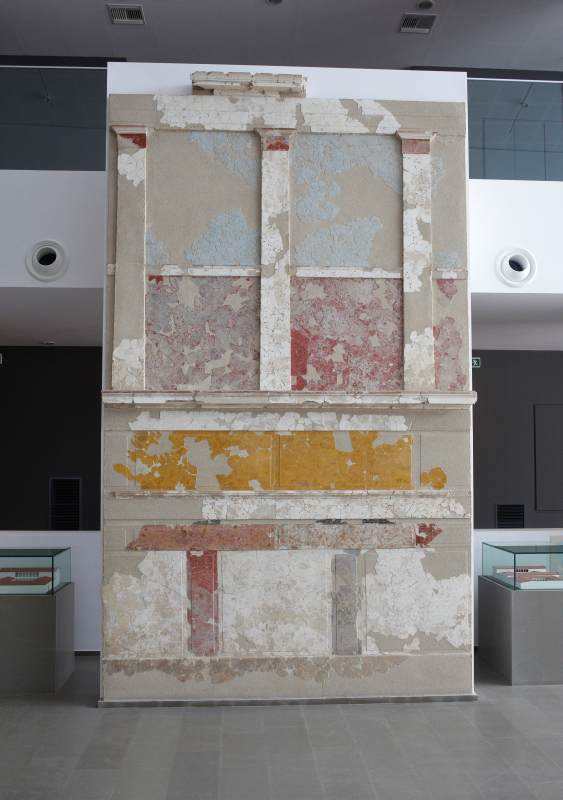
Decorazione murale della sala da pranzo in una casa conosciuta come la "casa degli stucchi"
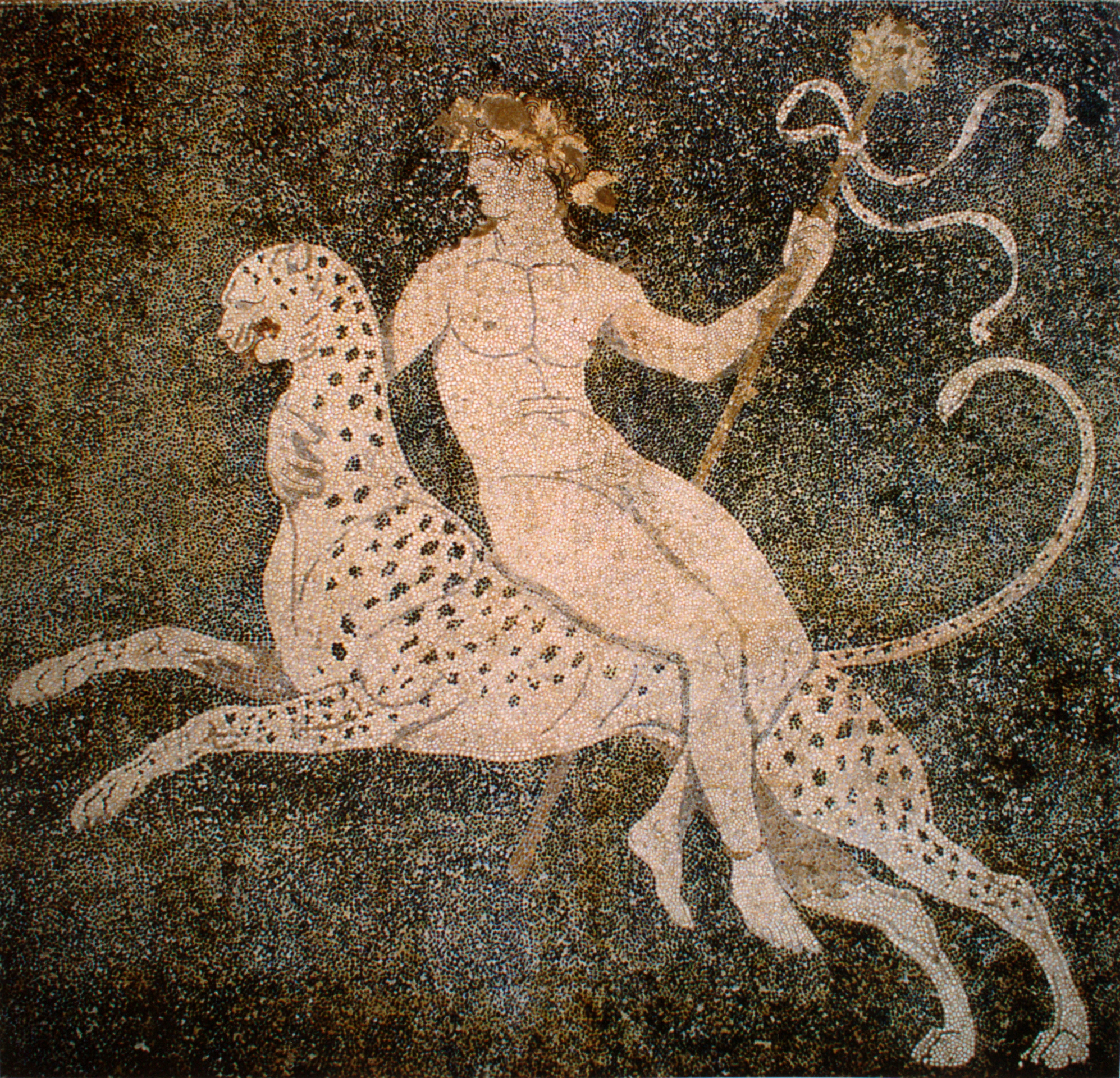
Mosaico di Dioniso
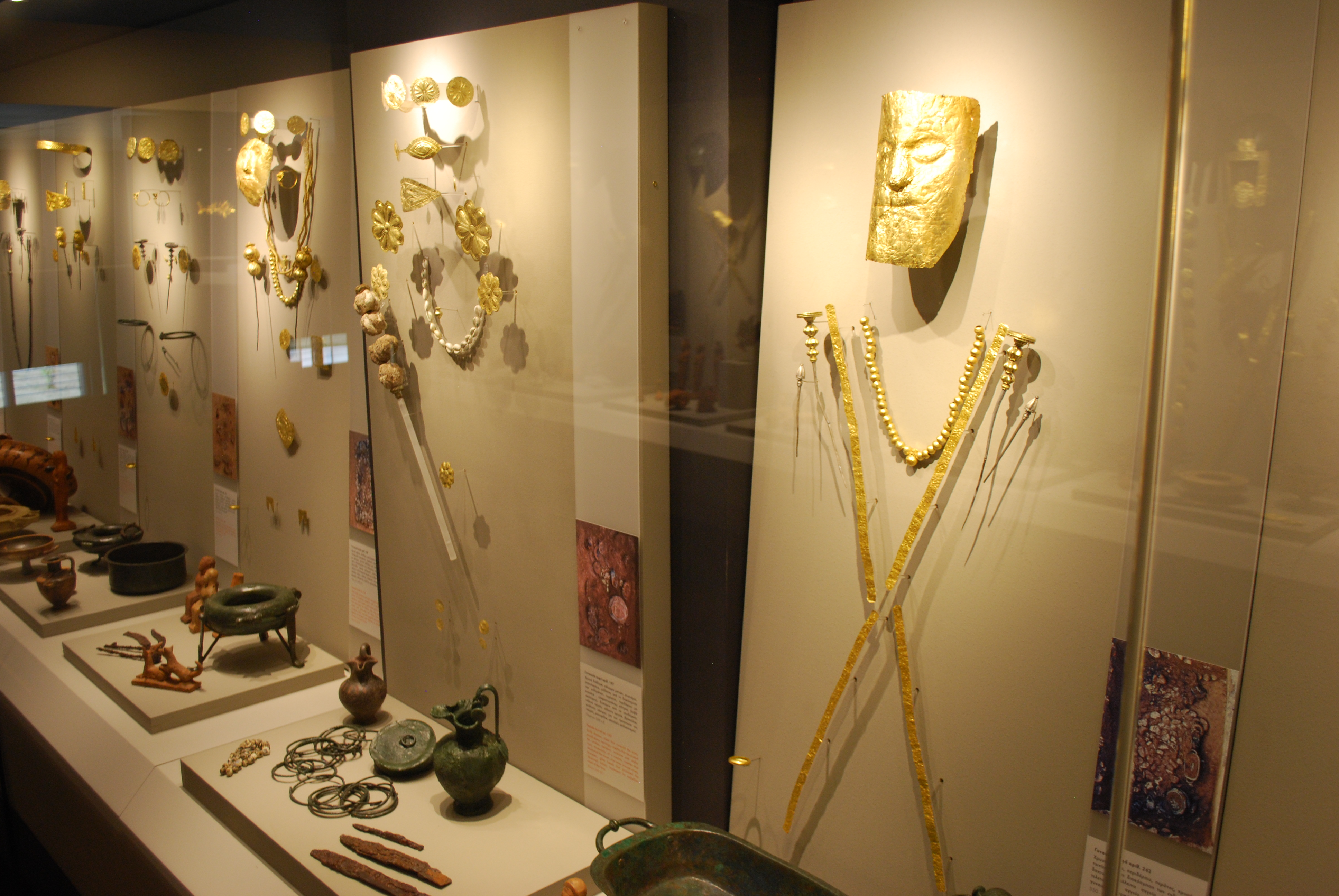
Esposizioni
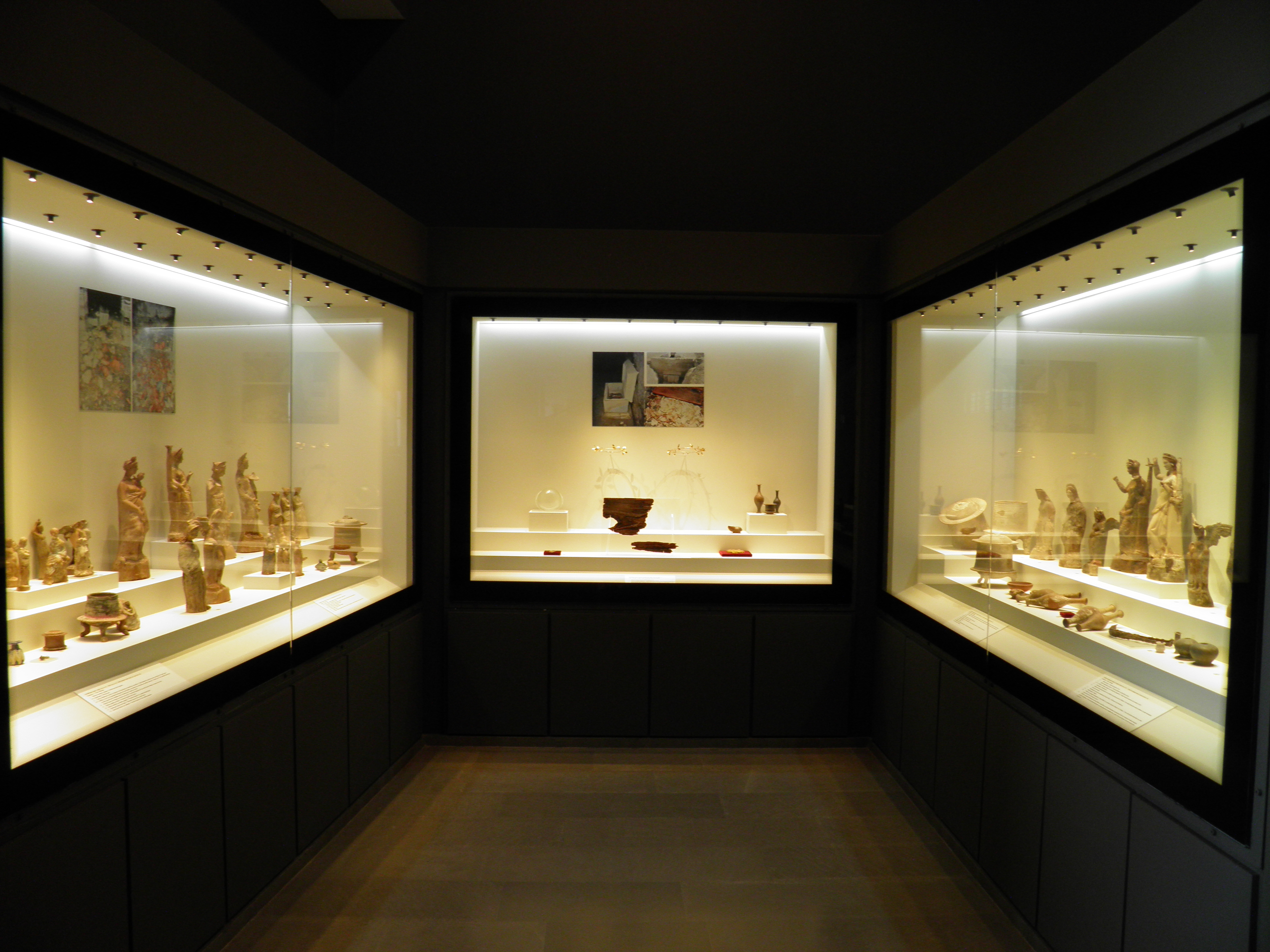
Esposizioni
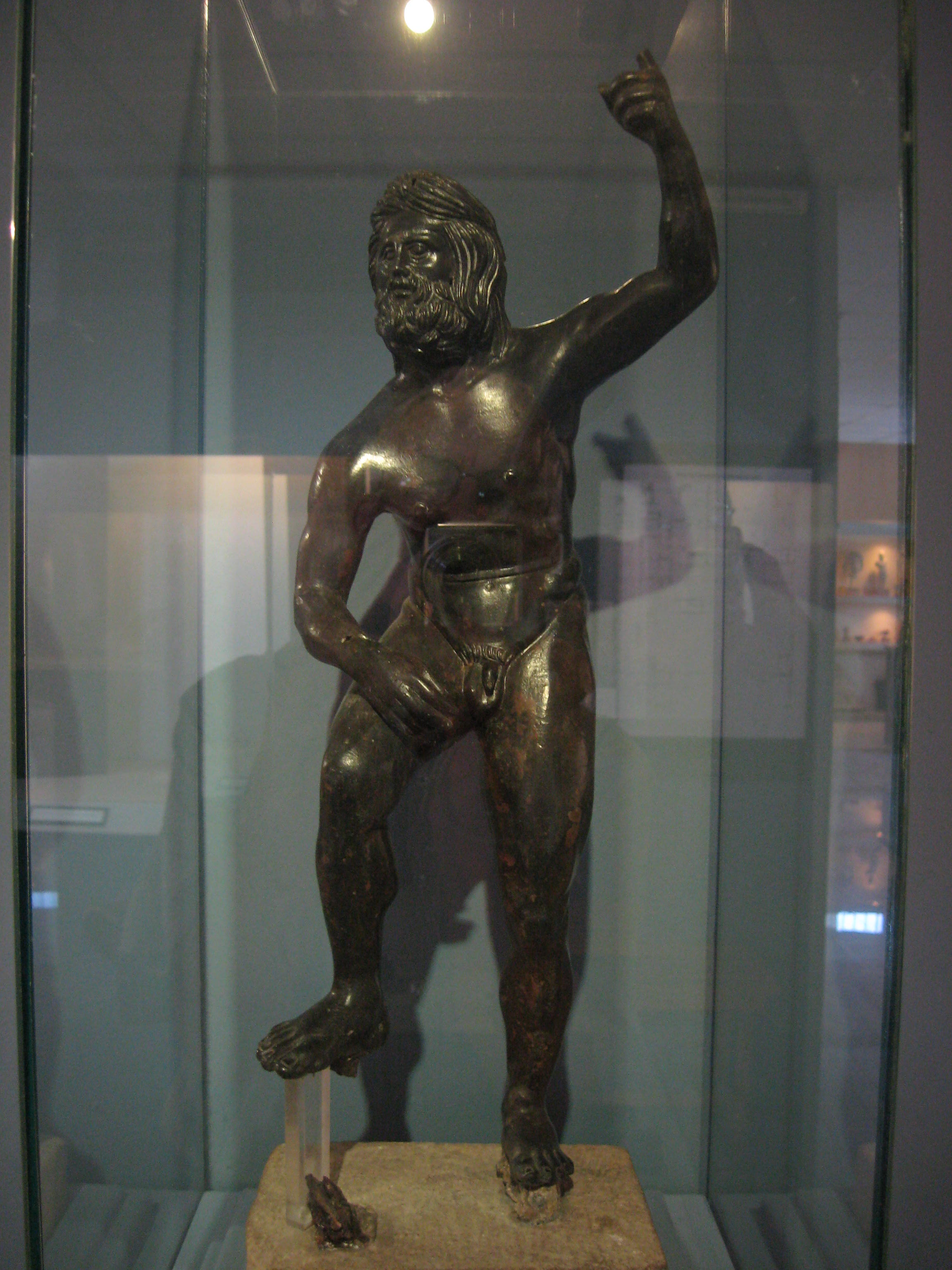
Statuetta in bronzo di Poseidone